# No Matter What (bài hát của Boyzone)
"No Matter What" là một bài hát từ vở nhạc kịch năm 1996 Whistle Down the Wind và trở nên nổi tiếng với bản hát lại của nhóm nhạc người Ireland Boyzone để quảng bá cho vở kịch trong lần đầu công diễn ở Vương quốc Anh. Bài hát sau đó cũng nằm trong trong album phòng thu thứ ba của họ, Where We Belong (1998), trước khi xuất hiện trong album nhạc phim của bộ phim năm 1999 Notting Hill. Nó được phát hành làm đĩa đơn vào ngày 3 tháng 8 năm 1998 bởi Polydor, và sau đó cũng được chọn để phát hành ở Hoa Kỳ vào ngày 10 tháng 5 năm 1999. "No Matter What" được đồng viết lời và sản xuất bởi Andrew Lloyd Webber, Jim Steinman và Nigel Wright với sự tham gia hỗ trợ viết lời từ Franglen và Lupino. Đây là một bản pop và adult contemporary mang nội dung đề cập đến lòng tin của mỗi người để vượt qua những nghịch cảnh trong cuộc sống.
Sau khi phát hành, "No Matter What" của Boyzone nhận được những phản ứng tích cực từ các nhà phê bình âm nhạc, trong đó họ đánh giá cao nội dung lời bài hát cũng như quá trình sản xuất của nó. Bài hát còn chiến thắng một giải The Record of the Year cho Đĩa đơn xuất sắc nhất năm 1998. "No Matter What" cũng tiếp nhận những thành công vượt trội về mặt thương mại, đứng đầu các bảng xếp hạng ở Đan Mạch , Ireland , Hà Lan , New Zealand , Na Uy  và Vương quốc Anh , nơi nó trở thành đĩa đơn quán quân thứ tư và cũng là bán chạy nhất trong sự nghiệp của nhóm tại đây. Ngoài ra, nó còn lọt vào top 10 ở hầu hết những quốc gia nó xuất hiện, bao gồm vươn đến top 5 ở nhiều thị trường lớn như Úc, Áo, Bỉ, Đức, Thụy Điển và Thụy Sĩ. Tại Hoa Kỳ, bài hát được xem là đĩa đơn thành công duy nhất của họ tại đây, mặc dù không thể lọt vào bảng xếp hạng Billboard Hot 100.
Hai video ca nhạc khác nhau đã được thực hiện cho "No Matter What". Phiên bản đầu tiên được đạo diễn bởi Michael Geoghegan, trong đó bao gồm những cảnh một người đàn ông châu Phi ở trong một khinh khí cầu, với các thành viên của Boyzone đứng dưới mặt đất và nhìn ông khởi hành. Một video khác cho bài hát cũng được phát hành cho thị trường Hoa Kỳ, và chủ yếu sử dụng những hình ảnh từ video đầu tiên xen kẽ với những hình ảnh từ Notting Hill. Để quảng bá cho "No Matter What", nhóm đã trình diễn nó trên nhiều chương trình truyền hình và lễ trao giải lớn, bao gồm CD:UK, Chương trình Xổ số quốc gia, The Record of the Year năm 1998 và Top of the Pops, cũng như trong danh sách trình diễn thuộc tất cả những chuyến lưu diễn của nhóm. Được ghi nhận là bài hát trứ danh trong sự nghiệp của Boyzone, nó đã xuất hiện trong nhiều album tuyển tập của họ kể từ khi phát hành, như By Request (1999), Ballads – The Love Song Collection (2003), Key to My Life: The Collection (2006), Back Again... No Matter What (2008) và Love Me for a Reason – The Collection (2014).

## Danh sách bài hát
Đĩa CD tại châu Âu
1. "No Matter What" – 4:34
2. "Where Have You Been" – 3:08
3. "All That I Need" (Phil Da Costa's Oxygen chỉnh sửa) – 3:35

Đĩa CD tại Anh quốc
1. "No Matter What" – 4:34
2. "She's the One" – 3:12
3. "Live Interview with Boyzone" (video)

## Xếp hạng
| Bảng xếp hạng (1998-99)                           | Vị trí cao nhất |
| ------------------------------------------------- | --------------- |
| Úc (ARIA)                                         | 5               |
| Áo (Ö3 Austria Top 40)                            | 3               |
| Bỉ (Ultratop 50 Flanders)                         | 2               |
| Bỉ (Ultratop 50 Wallonia)                         | 3               |
| Canada (RPM)                                      | 51              |
| Canada Adult Contemporary (RPM)                   | 11              |
| Đan Mạch (Tracklisten)                            | 1               |
| Châu Âu (Eurochart Hot 100 Singles)               | 2               |
| Pháp (SNEP)                                       | 43              |
| Đức (Official German Charts)                      | 2               |
| Ireland (IRMA)                                    | 1               |
| Hà Lan (Dutch Top 40)                             | 1               |
| Hà Lan (Single Top 100)                           | 1               |
| New Zealand (Recorded Music NZ)                   | 1               |
| Na Uy (VG-lista)                                  | 1               |
| Scotland (OCC)                                    | 1               |
| Thụy Điển (Sverigetopplistan)                     | 2               |
| Thụy Sĩ (Schweizer Hitparade)                     | 2               |
| Anh Quốc (OCC)                                    | 1               |
| Hoa Kỳ Bubbling Under Hot 100 Singles (Billboard) | 16              |
| Hoa Kỳ Adult Contemporary (Billboard)             | 12              |
| Hoa Kỳ Pop Airplay (Billboard)                    | 35              |

| Bảng xếp hạng (1990–99)              | Vị trí |
| ------------------------------------ | ------ |
| Belgium (Ultratop 50 Flanders)       | 96     |
| Netherlands (Dutch Top 40)           | 19     |
| UK Singles (Official Charts Company) | 23     |

| Bảng xếp hạng (1998)                 | Vị trí |
| ------------------------------------ | ------ |
| Australia (ARIA)                     | 60     |
| Belgium (Ultratop 50 Flanders)       | 9      |
| Belgium (Ultratop 40 Wallonia)       | 29     |
| Denmark (Tracklisten)                | 29     |
| Europe (European Hot 100 Singles)    | 10     |
| Germany (Official German Charts)     | 29     |
| Netherlands (Dutch Top 40)           | 7      |
| Netherlands (Single Top 100)         | 2      |
| New Zealand (Recorded Music NZ)      | 1      |
| Norway Autumn Period (VG-lista)      | 3      |
| Norway Summer Period (VG-lista)      | 8      |
| Sweden (Sverigetopplistan)           | 7      |
| Switzerland (Schweizer Hitparade)    | 21     |
| UK Singles (Official Charts Company) | 4      |
| Bảng xếp hạng (1999)                 | Vị trí |
| Australia (ARIA)                     | 53     |
| Austria (Ö3 Austria Top 40)          | 31     |
| Canada Adult Contemporary (RPM)      | 78     |
| Denmark (Tracklisten)                | 47     |
| Europe (European Hot 100 Singles)    | 63     |
| Germany (Official German Charts)     | 47     |
| Netherlands (Dutch Top 40)           | 119    |
| Netherlands (Single Top 100)         | 66     |
| Switzerland (Schweizer Hitparade)    | 26     |

| Bảng xếp hạng                        | Vị trí |
| ------------------------------------ | ------ |
| UK Singles (Official Charts Company) | 186    |

## Chứng nhận
| Quốc gia | Chứng nhận  | Số đơn vị/doanh số chứng nhận |
| --- | ----------- | ----------------------------- |
| Úc (ARIA) | Bạch kim    | 70.000^                       |
| Áo (IFPI Áo) | Vàng        | 25.000*                       |
| Bỉ (BEA) | Bạch kim    | 50.000*                       |
| Đức (BVMI) | Bạch kim    | 0^                            |
| Hà Lan (NVPI) | 2× Bạch kim | 150.000^                      |
| New Zealand (RMNZ) | Bạch kim    | 10.000*                       |
| Na Uy (IFPI) | 2× Bạch kim | 20.000*                       |
| Thụy Điển (GLF) | Vàng        | 10,000^                       |
| Thụy Sĩ (IFPI) | Vàng        | 25.000^                       |
| Anh Quốc (BPI) | 2× Bạch kim | 1.200.000‡                    |
| * Chứng nhận dựa theo doanh số tiêu thụ. ^ Chứng nhận dựa theo doanh số nhập hàng. ‡ Chứng nhận dựa theo doanh số tiêu thụ và phát trực tuyến. |             |                               |